# Мартін Якубко
Ма́ртін Яку́бко (словац. Martin Jakubko; нар. 26 лютого 1980, Хмінянська Нова Вес, Пряшівський край, Словаччина) — словацький футболіст, нападник пермського «Амкара» та збірної Словаччини.

## Біографія

### Клубна кар'єра
Мартін Якубко народився в українсько-русинській сім'ї, розпочав свої футбольні кроки в місцевій команді села-обци Хмінянська Нова Вес, окреси Пряшівської, згодом він перейшов до найкращої команди краю «Татран» де вдало себе зарекомендував. Його запримітили словацькі футбольні скаути, тому заради професійного футболу він по-серед сезону 2003–2004 перейшов до команди вище класом — «Дукли» (Банська Бистриця), за яку провів три сезони здобуваючи «срібло» й «бронзу» Цорґонь ліги та заволодівши одного разу Кубком Словаччини. Саме в цей час він дебютував у національній команді та потрапив на замітку європейським футбольним функціонерам і отримав кілька пропозицій продовжити кар'єру в Європі і за порадою фахівців, він пов'язав свою футбольну долю з російським футболом, а саме з командою «Сатурн» (Московська обл.), хоча й вершин в російському чемпіонаті він не досягав, але встиг виступити в трьох клубах Російської футбольної Прем'єр-Ліги — «Сатурн» (Московська обл.), «Хімки» та «Москва». У лютому 2012 повернувся в Росію, перейшовши в «Амкар».

### Збірна
Мартін Якубко дебютував за національну команду 29 серпня 2004 року у відбірковому матчі супроти збірної Люксембургу.

## Титули і досягнення
- Володар Кубка Словаччини (1):

«Дукла»: 2004-05